# Giuliano Carmignola

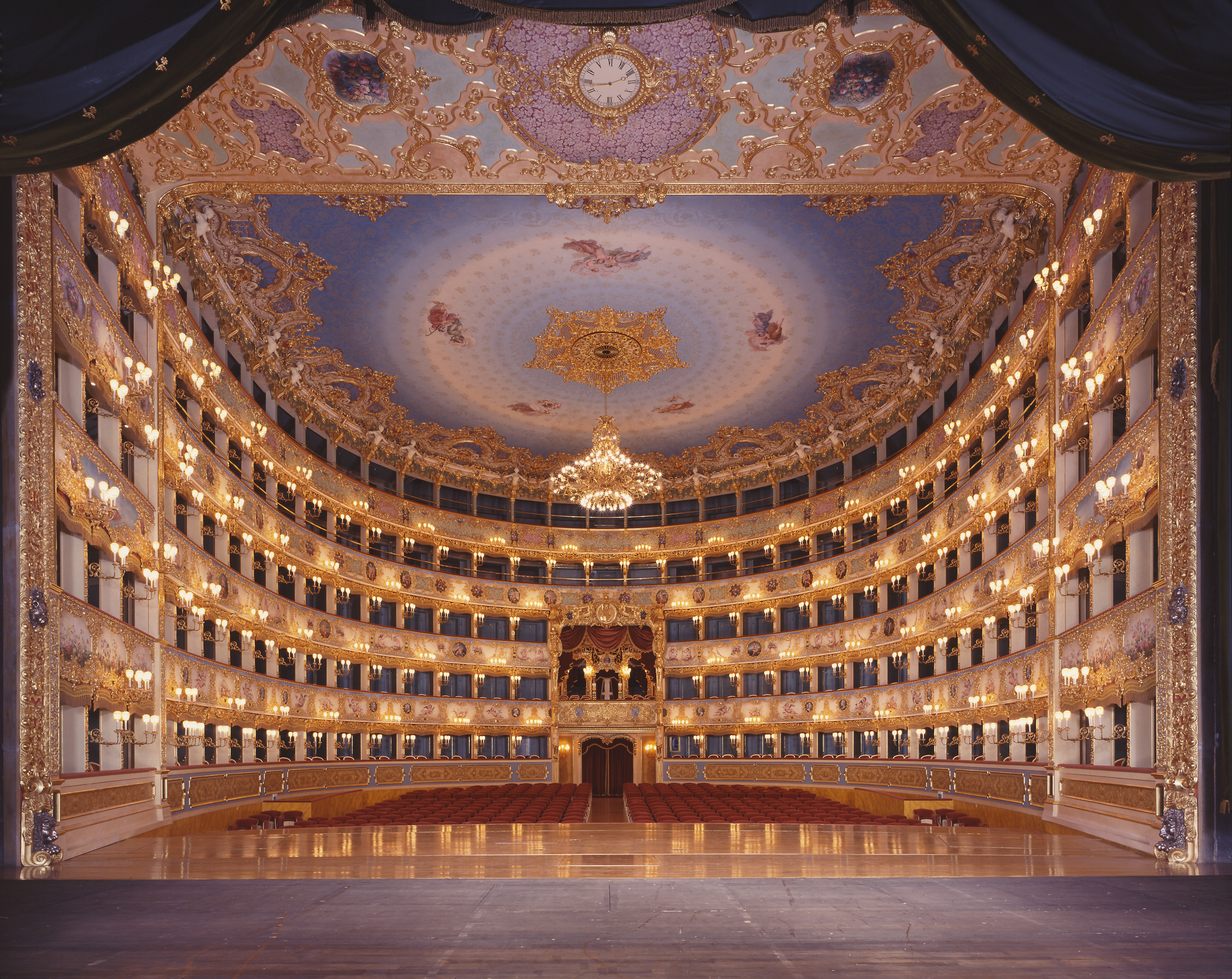
El escenario.

Giuliano Carmignola (Treviso, Italia, 7 de julio de 1951) es un violinista y profesor de música italiano, especialista en música barroca.

## Vida
Carmignola comenzó sus estudios con su padre y después en el Conservatorio de Venecia. 

## Carrera
Ha trabajado luego con Nathan Milstein y Franco Gulli en la Accademia Musicale Chigiana de Siena y con Henryk Szeryng en el Conservatorio de Música de Ginebra.[cita requerida]
En los años 1970 efectuó una gira internacional como solista con el conjunto I Virtuosi di Roma.[cita requerida]
En 1971 fue laureado en el concurso internacional de violín Premio Citta di Vittorio Veneto. En 1973, obtuvo el quinto premio del prestigioso concurso internacional de violín Niccolò Paganini, en Génova.[cita requerida]
Ha actuado como solista en toda Europa con algunas de las más grandes orquestas internacionales, bajo la batuta de directores de orquesta como Claudio Abbado y Eliahu Inbal.[cita requerida]
Participa regularmente en festivales de música barroca en Europa, sobre todo en Brujas y Bruselas, Bélgica; en Lucerna, en Viena y Salzburgo, Austria, y en Barcelona, España. En 1999, fue nombrado profesor de violín en la Escuela Superior de Lucerna. También ha dado clases en la Accademia Musicale Chigiana de Siena.[cita requerida]
Carmignola, Andrea Marcon y la Orquesta Barroca de Venecia participaron, en agosto de 2005, en el festival Mostly Mozart de Nueva York.[cita requerida]
Profesor de violín en el Conservatorio de Venecia durante 10 años, ha sido también primer violín de la orquesta de La Fenice de 1978 a 1985. Trabajando con I Sonatori de la Gioiosa Marca, y luego con la Orquesta Barroca de Venecia, se ha convertido en uno de los mayores intérpretes del violín barroco, en particular en el ámbito de la música italiana del siglo XVIII.[cita requerida]

## Instrumentos
Para interpretar la música barroca, Carmignola toca con un violín de Johannes Florenus Guidantus de 1739 en su estado original y con el Stradivarius "Baillot" de 1732, puesto a disposición por la Fondazione Cassa di Risparmio in Bologna. Para interpretar la música clásica y romántica, toca un Pietro Guarneri que data de 1733.[cita requerida]

## Discografía selecta
- 2000 – Vivaldi: Las cuatro estaciones RV 257, RV 376 & RV 211. Carmignola (violín), Andrea Marcon (dirección, clavecín), Orquesta Barroca de Venecia (Sony Classical; DDD; grabación 11/1999) Diapason d'Or; ƒƒƒƒ en Télérama 2002.
- 2002 – Los últimos conciertos para violín. Vivaldi: Conciertos RV 386, RV 235, RV 296, RV 258, RV 389 & RV 251. Carmignola (violín), Andrea Marcon (dirección, clavecín), Orquesta Barroca de Venecia (Sony Classical) Diapason d'Or.
- 2002 – El arte del violín. Locatelli: Conciertos para violín n.º 1, 2, 10 & 11. Carmignola (violín), Andrea Marcon (dirección, clavecín), Orquesta Barroca de Venecia (Sony Classical) Diapason d'Or; 10 de Repertorio.
- 2002 – Bach: Sonatas para violín y clavecín. Carmignola (violín), Andrea Marcon (clavecín) (Sony Classical; 2CD).
- 2005 – Concerto veneziano. Vivaldi: 2 conciertos RV 583 & RV 278; Locatelli: Concierto Op. 3 n.º 9; Tartini: Concierto D 96. Carmignola (violín), Andrea Marcon (dirección, clavecín), Orquesta Barroca de Venecia (Accord SACD híbrido).
- 2006 – Mozart: Conciertos para violín n.º 1-5; Rondós para violín K. 269 & K. 261; Adagio para violín K. 261. Carmignola (violín), Carlo De Martini (dirección), Il Quartettone (Brilliant Classics 2CD).

- Datos: Q1393922